# 監獄兔
《監獄兔》（日語： / 俄語： / 英語：）是Kanaban Graphics製作的三維動畫短篇喜劇。每季共十三集、每集各90秒，自2006年至今推出六季。英文片名和俄文片名是日语兔子ウサギ一词加上斯拉夫人姓氏和男性父名常见后缀（-vich，汉语译为“维奇”）构成的。
《監獄兔》2007年10月8日開始於MTV Japan的MTV FLASHER時段中每週星期一日本時間24時55分播放（第三季以後是每兩周播放一集）。2006年入選日本新媒體動漫藝術節短篇動畫獎，2007年入選渥太華國際動畫電影節成人向電視動畫獎。

## 概要
故事圍繞著兩隻在1961年時於蘇聯監獄服刑的兔子普京和基廉列克。影片中幾乎沒有任何對白，只有一些呼吸聲、叫聲的配音，而且片中的其他兔子偶爾会说出一些俄语。影片的最後都會響起德國巴洛克時期作曲家巴赫（Johann Sebastian Bach）的作品《心、口、行止與生活》當中的第六首〈耶稣，世人仰望的喜悦〉當作結尾曲。
第一季
依照其背景的月曆約發生在1961年8月22日－1961年8月26日。故事講述關於普京和基廉列克在監獄中發生的生活點滴，大部分的主要角色都在這時登場。
第二季
在普京出獄前一天，基廉列克在球鞋雜誌裡發現了限量版的帆布鞋（價值10萬盧布）即將發售，因而決定要逃獄，普京也在逃獄行動中被誤認為同黨而被迫跟了上去。故事講述了他們於山坡道間駕車時發生的事情。兩名路過的警察兔也展開了追捕行動...
第三季
依照其帆布鞋發行的日期，發生在1961年9月21日以後。講述基廉列克等人到達一座城市裡，進入一所商店打算購買限量版帆布鞋，然而該商店的老闆茲魯宗洛夫覬覦基廉列克的財產而打算除之為快，而基廉列克為了得到被收走的帆布鞋而逐層向上闖關的故事。
第四季
得到帆布鞋後，基廉列克專注於新帆布鞋的保養工作而無心旅行，於是一行人便居住在茲魯宗洛夫家。講述普京試圖為機械列克添加各種機能以便利生活，但卻不斷弄巧成拙的日常生活故事。
第五季
為了再次躲避追緝，基廉列克等人離開城市進入鄰近的森林中，在這片走不出去的森林裡遇上一隻名叫凱達姆斯基的白色兔子。本季講述主角們被困森林期間的日常生活以及凱達姆斯基嘗試用各種方法偷到基廉列克公事包里的胡蘿蔔，但卻不斷失敗的故事。
第零季〈ZERO〉
本季屬監獄兔系列的前傳，故事背景設定在1958年。基廉列克因遭到茲魯宗洛夫暗算而受重傷後，全身綁著繃帶，被送到監獄；雖然行動斷斷續續，但威力還是強大，而狱警们却捉弄他，反倒遭到基廉列克的反擊。醉醺醺的普京后来也被抓了进来。

## 登場人物

### 主要人物

聲：上野大典（Kanaban Graphics製作人員）
穿著綠白間紋囚犯衣服（〈ZERO〉中为黑白間紋，第0話被綠色油漆潑到變綠白間紋），雙耳綁在一起，囚犯編號541。是一隻極為樂天的兔子，心地非常好，個性有點溫和，有點呆但動作相當靈活（有時候笨手笨腳），喜歡跳「霍巴克舞」以及搖屁股（第一季的開場幾乎都在跳，甚至是睡覺時），但因為太老實而經常被獄卒欺負，越獄後懸賞金額僅有1盧布。在前蘇聯的社會主義體制下，只因為喝醉酒和上班打瞌睡被抓，而遭標籤為「資本主義者」並入獄三年。雖然如此，但他實際上是個良好市民。很愛吃，每次吃魚時必定會被魚打。他在音樂部份相當有靈感，工作效率優良，修理和改造機械的技術可說是神乎其技，性命受到威脅而被逼急時更是達到超越群倫的境界。他對某些感覺特別敏感（如搔癢），但又對某些十分遲鈍（睡夢中極難吵醒）。酒量很差，一小杯酒就能讓他發酒瘋，甚至會做出意想不到的事（從基廉列克手中直接拿走東西、把獄卒耍得團團轉）。怕死且容易緊張，有時會臉色發青並尖叫，嚴重時則會發灰暈倒。從第一集開始，就從未有任何好下場，常常差點丟掉小命，但每次都靠著基廉列克和好運逃脫。也多次救過基廉列克的性命。〈ZERO〉第-6集被捕入獄，尚未酒醒還發酒瘋，第-4集才酒醒，因為一直勞動練成了霍巴克舞的步子。

基廉列克
聲：森村新人→上野大典（第4季起）
穿著紅白間紋囚犯衣服（〈ZERO〉中为黑白間紋，第0話被紅色油漆潑到變紅白間紋）的兔子，左耳穿著1個別針（身體被炸爛前是2個），囚犯編號04。前黑手黨的首領，是死刑犯，懸賞金1000萬盧布。平時應對相當冷漠，有潔癖，愛帆布鞋成痴，極度討厭吃魚，個性自私、高傲且目中無人（開車的時候常逆向行駛也完全不管前方來車），對同室的小老百姓普京完全沒有興趣，「似乎」漸漸有把他當夥伴，但似乎都很少注意到普京的存在。他有一個能裝下很多東西的行李箱，該行李箱里存有大量鈔票、黃金、珠寶以及自耕胡蘿蔔。其武功高強、幾乎什么都杀不死他，只有雷射光和左半臉脫離還有頭骨被拆掉時（42集）才能暫時殺死他，被激怒時會皺眉頭（幾乎每集都會，只要惹毛他通常沒有好下場），能徒手打穿牆壁、摧毀坦克車、反彈子彈和騎火箭炮，拆掉地面等絕技，若在憤怒的狀態下繼續被激怒則會暴走（通常是在每一季的尾末數集，聲似恐龍，面部變為惡鬼的模樣），能輕易解決大批獄卒警察，會吞火箭炮、反彈砲彈、徒手拆大樓、自我復原（機械列克的雷射也無法擊敗他）、獅吼功（人妖雞光在旁邊就變成天使）等。然而很湊巧的是在發怒的狀態時，普京都沒有直接看到基廉列克的模樣。每季（除第一季）都會出現暫時死亡的現象，最後都被普京所救。每到了跳舞的集數（每季的第五集，〈ZERO〉第-5集）都會「恰巧」的放屁配合普京打拍子。

柯曼妮基
在分辨小鷄性別的勞動中遇見的人妖小鷄，外型特徵：全身純黃色、雞冠則是淡黃色，時不時都會表現出嬌羞的表情，嘴巴周圍會顯露出藍色鬍渣。叫聲偏清脆、尖銳，跟正常小鷄叫聲一樣。
有嚴重的受虐狂傾向，被任何方式欺負都會覺得很愉快、享受。遇到同類，尤其是她（他）的母親（父親）、鷄小孩（二世）、小鷄們、其他大人妖鷄們，會互相表現出愛慕、疼惜、感動到流淚等激情的表現，堪比親情；當遇到母親（父親）、其他大鷄同類被弄成烤鷄，甚至被食用時，會難過悲傷，但之後會表現出受虐不止的表情。遇到基廉列克時，會表現出嚴重嬌羞、愛慕之激情，但被基廉列克皺眉頭、厭惡的表情看待。
一直以來被當作一件物品看待，比如撞球、釣餌、飛行器等等；經常被列寧格勒等青蛙吃掉並變成糞便排出（第一至五季共曾被吞下14次，第0季1次）。有時會被用為遮蓋普京和基廉列克等兔子某些重要部位的「馬賽克」，在三和四季變得「湊巧」飛過而遮住。
第三季（28話）時被毒藥煙氣毒死，變成人妖鷄天使（幽靈），但還是常被列寧格勒吃掉，於39話裡附身在鷄蛋裡重新「還陽」。第四季（40話）時展現疑似「愛上」基廉列克的舉動（4、19、23、45二世、56、59），被機械列克的生長光線照到變成大鷄，並且不久之後生下新的小鷄－柯曼妮基二世，但同一集（45話）其本人與其小孩二世見面時，便被基廉列克弄成烤鷄吃掉後變成天使（幽靈），陰魂不散；變成大鷄後，其行為就變得如大人妖鷄一般。到了第五季（56話），其尋找已分散的自己小孩二世，當二世也被生長光線照到變成大鷄，不久被毒菇料理煙氣毒死變成幽靈後終於重逢，與自己一起在其他大鷄生下來的蛋裡合而為一成新出生的小鷄柯曼妮基，便不再發生「身分上的變化」。
此外，人妖鷄（成鷄）似乎與一般的鷄一樣有食用價值，除了第二季外，每季均出現過人妖鷄（成鷄）被基廉列克或凱達姆斯基烘烤成烤鷄食用的畫面。
在〈ZERO〉-9話中基廉列克為了上廁所因衝擊把身旁的柯曼妮琪母親（父親）打進隔壁牢房，被打進隔壁牢房一瞬間孵出一顆蛋 （此時尚未出生）再牆壁隔間裡，-8話中未孵出的蛋（已露出鬍渣、嘴巴部分）也在學習母親（父親）綑綁。

列寧格勒
從監獄馬桶被釣上來的角蛙，可以吃掉任何比他小的動物或食物，但也曾吞下變成大人妖雞的柯曼妮琪（第44集）。經常把柯曼妮琪（包括牠的靈魂）吃掉再排泄出來。頗有音樂天份，會跟普京一起合作唱歌打節奏（每季的第五集，〈ZERO〉第-5集）。故鄉在監獄遠方的森林，第65集最後決定跟普京他們一起去旅行與父母道別。在〈ZERO〉-9話中基廉列克為了上廁所因把柯曼妮基的媽媽（爸爸）打過去隔壁房間的時候另一邊的牆壁隔間裡淹出積水，還跑出了一顆青蛙卵，-8話中顯示列寧格勒還是一隻小蝌蚪，生活在積了水的牆壁隔間裡。-6話四隻腳已成型尾巴還沒退化。-3話中列寧格勒通过食用食物而变大而完全成型。0話在監獄炸毀之前躲進馬桶裡（躲過爆炸後它曾短暫出現，但重建監獄時不見蹤影），直到第4話被釣上來。

機械列克
在第35集為嚇退兔老闆私人武裝部隊而緊急製造出來的機械兔子，前身是一臺發電機。行為和其他角色無異，喜歡搗蛋，不怕子彈和電光，還能烹飪。但是做出來的料理，往往都有問題（詳情見第三季及第四季）。此外它還能保護和「修好」死亡狀態的基廉列克。機器內部附有帶鏡子的洗手槽，鏡子本是用來反射雷射光用的。第四季普京試圖給它改造出新功能。另外，在50集，它以電擊使基廉列克再度復活後，因短路導致它暴走，在看了基廉列克的雜誌後，從此也迷上帆布鞋。在第51集時，因穿上基廉列克好不容易得來的新帆布鞋（腳太大而穿破）而被基廉列克打得也進入狂暴模式，和基廉列克發生激烈戰鬥，但最終還是輸給幾乎無堅不摧的基廉列克。第52集最後因主角們再度逃亡普京緊急將他與汽車組裝合體成機械列克汽車型態。第65集最後，為了尋找跑上機械列克放置的木頭而衝上天際的基廉列克，普京為機械列克汽車添加了一個螺旋槳。

### 警方
看守柯夫（囚門）
聲：森村新人
監視囚犯的獄卒。一般的看守門，負責囚犯的飲食、勞動、洗澡等。有時會向囚犯（例如普京）惡作劇，但如果對象是基廉列克的話通常會被修理得很慘，然後當成服侍小弟或被綁起來丟在一邊。在第三季39集首次露臉在獄卒運送車駕駛裡（獄卒555號）。在〈ZERO〉他們的原貌是黃色兔子獄卒，體型相同，他們背後看守編號分為111號、222號、333號、444號和555號，其中555號有鯊魚齒而且警帽位置不同，同時也是第一季常出現的柯夫。囚門原本是門型警盾，在-7話中他們持著盾牌要抓來探監的基魯列克，後來被打成與盾牌融合成現在模樣，此後每當他們巡邏時都會穿上囚門。在0話中555號曾一度為了除掉基廉列克嘗試把炸彈塞到基廉列克的監獄中，結果導致整個監獄一度被炸毀。
處刑斯基（處刑門）
聲：三橋裕輝
獄卒，門是黑色，畫著死神的圖像，手持鐮刀。在死刑犯處刑時出現。本來要對基廉列克執行死刑，但沒想到使用斷頭台和毒氣對他行刑都沒有效，最後還反遭基廉列克猛灌毒氣而昏迷。
魯道夫（勞動門）
獄卒，門是綠色，手持鞭，負責監督囚犯的強制勞動，有很多功能，每個功能對應不同差事。
錢尼魯夫（報酬門）
獄卒，門是藍色，負責發放囚犯們工作的薪資，有時會負責支付死囚們的保險金，會在魯道夫（勞動門）之後出現。
包里斯
聲：森村新人
隸屬蘇聯民警組織的俄羅斯警察，是隻灰色的兔子，深深的黑眼圈為其特徵，身上的徽章來自蘇聯國旗上的鐮刀錘頭。擅長狙擊及許多武器的應用。負責追捕逃獄的普京和基廉列克，但每次都以失敗收場。第二季末期帶領大批警力來追捕，最終全數遭擊敗（有好幾名警察被基廉列克的瘋狂行徑陷入怯戰狀態，唯獨其與哥布契夫忍著恐懼堅決死戰到底）。第三季末與哥布契夫以懸賞金100萬盧布逮捕了茲魯宗洛夫及其黨羽。
哥布契夫
聲：上野大典
隸屬蘇聯民警組織的俄羅斯警察，是隻紫色兔子，負責駕駛警車，和包里斯一起執行追捕工作，但倆兔總是被發飆中的基廉列克修理得很惨。

### 其他角色
莎拉波蛙
列寧格勒的母親，在尋找兒子，因聽到從監獄中傳出兒子的聲音而找到他，現與丈夫住在森林中。
米哈伊爾
列寧格勒的父親，留有八字鬍，體型十分龐大，是普通青蛙的好幾倍。可以一口吞下一切體型比他大的物體（如人妖雞、兔子、汽車，甚至樹木）。
柯曼妮基母（父）
/其他大型人妖鷄
大型人妖鷄，柯曼妮基的母親（父親），外型：全身偏象牙白，頭頂鷄冠呈紅色，雙眼下方有藍色陰影，臉頰左側有一顆痣，體積肥胖腫大，跟小人妖鷄嘴巴四周總是露出藍色鬍渣不同的是，大人妖鷄只有在緊張、害怕、激動、感動等激情時才會顯露藍色鬍渣（平常不會）。聲音低沈渾厚，叫聲高宏響亮，跟一般成鷄一樣，時不時都會鳴叫。性格如同小人妖鷄或自己小孩柯曼妮基，有受虐癖好，受虐時都會表現出嬌羞、享受、愉悅之激情；遇到同類，尤其是小鷄、小人妖鷄（們）或柯曼妮基，會愛慕、疼惜、感動落淚，猶如親情；只是遇到小人妖鷄或柯曼妮基被列寧格勒吞掉後，情緒會很緊張、激動（不是平常受虐的情緒），會表現出護女（子）心切而有所動作。因為有食用價值，經常被基廉列克做成烤鷄。
在第一季（6話）因嗅到自己的小孩柯曼妮基的氣味而重逢，但於柯曼妮基被列寧格勒（小青蛙）吃掉後，情緒緊張害怕激動，基於護女（子）心切，而衝破隔離玻璃，飛向基廉列克而被基廉列克做成烤鷄吃下肚。第一季額外話數（13.5話），在監獄兔逃獄後，其中一隻大人妖鷄跟著小鷄軍團（不知道長大後，外型是否像大人妖鷄）也逃出監獄。在第二季（15話）中過路時，一群大人妖鷄群從山林走出來（儘管路上有野生鷄群可能會出沒的告示牌），被基廉列克開車撞飛。在第二季的額外話數（26.5話）中在一群警員們走掉之後，一群大人妖鷄自己進到道路的洞口讓卡車碾壓。在第三季（31話），其中一隻大人妖鷄在茲魯宗洛夫自營商場5樓裡參加DJ派對。於同一季（36話），其中一隻大人妖鷄被茲魯宗洛夫放在自營商場的10樓廚房內準備當食材，意外遇到同類已成天使的小柯曼妮基，不久被機器人機械列克送去火烤爐活活被烤死給基廉列克食用。在第五季的森林有一棵樹是其他人妖鷄群的巢穴，不是被拿去烤來食用（56話），就是被米哈伊爾（列寧格勒之父，大型青蛙）吞下肚（57、60、65話）、要不然就是被綑綁虐待（61～64話）。
其中一隻大人妖鷄（應該是柯曼妮基之母（父））在〈ZERO〉第-10話因有受虐癖好被基廉列克吸引進牢房，於第-9話觀賞基廉列克如廁，但被基廉列克如廁衝撞擊至隔壁房後瞬間產下一顆蛋（柯曼妮基），不久於第-8話被綑綁，再於第-7話被囚犯凱達姆斯基做成烤鷄。
基魯列克
基廉列克的雙胞胎哥哥，左耳穿著2個別針，懸賞金1000萬盧布。兩人因遭到原手下茲魯宗洛夫叛變並用飛彈炸傷後，各自被接上另一人的半邊頭顱、腳以及一部分身體，造成倆兔都擁有雙重個性（正常狀態與發飆狀態）。在警方的通緝照中，基魯列克現時仍為黑手黨首領（為何沒被捕的原因不明），48話中基廉列克以視訊電話得到其音訊和基廉列克分享新的帆布鞋，58話中本人登場（之前被米哈伊爾吞進肚子裡），最後在59話被企圖霸占帆布鞋的機械列克用火箭將其載出了森林。〈ZERO〉第-7話中基魯列克出現在監獄走道來探監，只為了向基廉列克換接上對方左腳的帆布鞋；身穿一件佈滿圓點的無袖汗衫。
茲魯宗洛夫
聲：森村新人
一位擁有13層綜合商場大樓的白色矮兔子老闆，有極強的自戀症，喜歡自拍（通常是裸照!!!）。有一群手下，手上的控制器能控制整棟大樓的所有機關。因覬覦基廉列克公事包裡所帶的龐大財產，而企圖殺死基廉列克和普京。在與基廉列克面對面之後，才回想起基廉列克是自己以前叛變陷害的兩名老大之一（只是基廉列克好像忘了這件事，大概一直以來都沒注意到茲魯宗洛夫的存在）。最後被包里斯和哥布契夫被已通緝犯（懸賞金100萬盧布）逮捕。
佐亞 & 札莉亞
侍候茲魯宗洛夫的雙子姊妹美女，體色分別為黃與粉紅。在大樓被破壞後雙雙逃亡，不知去向。
凱達姆斯基
聲：上野大典
住在森林裡的白色兔子，體型巨大健壯，充滿野生氣息，體能超群，逃跑的速度非常快，愛吃烤雞、胡蘿蔔和普京燉的羅宋湯。覬覦著困在森林中的基廉列克的公事包裡的胡蘿蔔，並一再偷襲他，但都沒有成功。第65集中因吃下加速菇而搶到公事包，和基廉列克一起跑出森林。此外，在他首次出現之前，基廉列克常看的帆布鞋雜誌封面有他的圖像。〈ZERO〉第-8話顯示他與基廉列克關在同一所監獄裡，前胸標有其囚犯編碼「05」。第0話在監獄被炸毀之後逃往森林（帶著烤雞）。

## 登場物品

### 第一季
俄罗斯套娃
俄羅斯的民間藝品。在普京的強制勞動中出現，犯人要把俄羅斯套娃一個一個裝進去。
(在第零季中則是要犯人把未上色的俄羅斯套娃漆上顏料)

### 第二季
莫斯科人410型汽車
俄羅斯莫斯科人生產的一種汽車，是基廉列克及普京逃獄時開的汽車，俄羅斯的代表車之一。車牌號「UC 0079」是機動戰士鋼彈的年代。後來普京把汽車和機械列克進行組裝合體成機械列克汽車形態。
噴射器
這具噴射器是21集由基廉列克以石頭擊落飛機，自其上取下的推進器，並經普京改造而成。功能啟動之後，汽車會自動以大車輪取代原先的車輪，並在後方彈出推進器，使車子得以飛速疾駛。（但速度太快導致基廉列克的左臉被吹飛而死亡）
在22集這台車被重型坦克炸爛後，經普京拼了命的修理和改造而多了以下功能：
- 功能按鈕

車內有六個按鈕，按下後會啟動車上的機關。
- 護盾

能放出護盾保護車子，但防彈效果不甚良好。
- 棄車

在緊急情況時使用的功能，使用者會和椅子一起飛出去，掉下時椅子上的降落傘會打開。
- 刷牙

幫駕駛潔牙的功能，但會捉弄駕駛，第23集時牙刷掉落並弄壞了基廉列克的帆布鞋雜誌，惹怒了基廉列克。
- 偽裝

在遇到警察臨檢時使用的功能，機器會為車上的乘客戴假髮、墨鏡、假鬍子。
- 大夾子

從車頭伸出的夾子，能夾起體積大的東西。
- 跳躍

車子會跳到遠處，逃亡時使用。
第26集，因與警察的激戰，車輛已變成完全敞篷的狀態
第52集，普京另外將機械列克改裝在車上
第65集最後，普京另外在汽車上添加了一個螺旋槳。
拉達1200型汽車（VAZ-2101）
拉達汽車（LADA）為俄羅斯伏爾加汽車製造廠（AvtoVAZ）旗下的自主品牌，與莫斯科人一樣，為俄羅斯的平價大眾車。在本片中為其他兔子開的車。
警車
俄羅斯民警的警用轎車，採用拉達2105型（VAZ-2105），耗油量比1200型還少。車門上寫了數字「78」，車上配有數把自動步槍和火箭發射器，後來被基廉列克打爛之後，充當汽車修補用（車門和輪胎）。
戰鬥機
機型為米格-21，是被基廉列克以石頭擊落的飛機，被基廉列克打爛之後，將推進器拆下來並給普京改造用。
警用裝甲車（BA-20）
在20集登場。由第二次世界大戰退役的裝甲車改造而來，配有大炮的軍用車輛。操縱座位上面有耳朵狀的東西。由包里斯和哥布契夫使用，原本一度成功用大砲攻擊到基廉列克，然而兩人賊笑時被基廉列克直接將車體掀開之後，充當汽車修補用（引擊和大車輪胎）並當場命令包里斯和哥布契夫幫忙拉車（基廉列克躺在後座看雜誌），而普京則是追著汽車跑。
重型坦克（KV-1）
在22集和在24集登場。雖然官方的介紹為KV-1，但該車的外型偏向KV-2，由包里斯和哥布契夫使用。與BA-20一樣是由第二次世界大戰退役的坦克改造而來，操縱座位上面有耳朵狀的東西。

### 第四季

#### 机械列克与汽车的合体
可以变形，可以伸出两只脚，脚能踩扁汽车。

## 各集標題
| 第一季 | 第一季   | 第一季           | 第二季 | 第二季   | 第二季           | 第三季 | 第三季   | 第三季           | 第四季 | 第四季   | 第四季           | 第五季 | 第五季   | 第五季           |
| 集數   | 日文標題 | 中文標題（暫譯） | 集數   | 日文標題 | 中文標題（暫譯） | 集數   | 日文標題 | 中文標題（暫譯） | 集數   | 日文標題 | 中文標題（暫譯） | 集數   | 日文標題 | 中文標題（暫譯） |
| ------ | -------- | ---------------- | ------ | -------- | ---------------- | ------ | -------- | ---------------- | ------ | -------- | ---------------- | ------ | -------- | ---------------- |
| 1      |          | 吃飯時間         | 14     |          | 注意暴走駕駛       | 27     |          | 1樓              | 40     |          | 烹饪機           | 53     |          | 毛皮之森         |
| 2      |          | 勞動時間         | 15     |          | 注意不留神駕駛   | 28     |          | 2樓              | 41     |          | 大掃除機         | 54     |          | 捉迷藏之森       |
| 3      |          | 沐浴時間         | 16     |          | 注意坡道起飛       | 29     |          | 3樓              | 42     |          | 機器合體         | 55     |          | 蘑菇之森         |
| 4      |          | 娛樂時間         | 17     |          | 注意狙擊           | 30     |          | 4樓              | 43     |          | 洗衣機           | 56     |          | 柯曼妮琪之森     |
| 5      |          | 跳舞時間         | 18     |          | 注意跳舞           | 31     |          | 5樓              | 44     |          | 跳舞機器         | 57     |          | 跳舞之森         |
| 6      |          | 會面時間         | 19     |          | 注意飛彈           | 32     |          | 6樓              | 45     |          | 電冰箱           | 58     |          | 蛙之森           |
| 7      |          | 體操時間         | 20     |          | 注意爆胎           | 33     |          | 7樓              | 46     |          | 梳妝臺機         | 59     |          | 兄弟之森         |
| 8      |          | 賭博時間         | 21     |          | 注意速度           | 34     |          | 8樓              | 47     |          | 遊戲機           | 60     |          | 挖掘之森         |
| 9      |          | 點心時間         | 22     |          | 注意戰車           | 35     |          | 9樓              | 48     |          | 視訊電話         | 61     |          | 睡眠之森         |
| 10     |          | 如廁時間         | 23     |          | 注意改造           | 36     |          | 10樓             | 49     |          | 魔術機器         | 62     |          | 陷阱之森         |
| 11     |          | 處刑時間         | 24     |          | 注意偽物           | 37     |          | 11樓             | 50     |          | 暴走機器         | 63     |          | 垂釣之森         |
| 12     |          | 圍攻時間         | 25     |          | 注意盤查           | 38     |          | 12樓             | 51     |          | 擦窗機器         | 64     |          | 恐怖之森         |
| 13     |          | 出獄時間         | 26     |          | 注意總攻擊         | 39     |          | 13樓             | 52     |          | 機器車           | 65     |          | 短跑之森         |

| 第零季 | 第零季   | 第零季           |
| 集數   | 日文標題 | 中文標題（暫譯） |
| ------ | -------- | ---------------- |
| -12    |          | 复活的开始       |
| -11    |          | 吃饭的开始       |
| -10    |          | 小睡的开始       |
| -9     |          | 如厕的开始       |
| -8     |          | 穿鞋的开始       |
| -7     |          | 囚門的开始       |
| -6     |          | 入獄的开始       |
| -5     |          | 跳舞的开始       |
| -4     |          | 工作的开始       |
| -3     |          | 青蛙的开始       |
| -2     |          | 发明的开始       |
| -1     |          | 邻居的开始       |
| 0      |          | 自由的开始       |

| 額外話數 | 額外話數 | 額外話數         |
| 集數     | 日文標題 | 中文標題（暫譯） |
| -------- | -------- | ---------------- |
| 2.5      |          | 勞動的時間（裡） |
| 13.5     |          | 出發時間         |
| 26.5     |          | 注意被虐狂       |
| 39.5     |          | 音階             |

## 轶事
- 第一季第十三集中，基廉列克床铺上方挂着一本日历，上面写着一句俄语谚语，但这句话是有拼写错误的，正确的应该是（汉译：以眼还眼，以牙还牙），可能是由于日本人分不清颤音“р”和边音“л”造成的。普京的床铺上方也挂着一本日历，上面写着另一句俄语谚语（汉译：趁热打铁）。
- 第二季两位主角逃亡时驾驶的小轿车的车牌号是UC0079，是《機動戰士GUNDAM》中一年战争发生的时间，向经典动漫致敬。

## 外部連結
- 監獄兔官方網站
- 監獄兔的X（前Twitter）